# Bennie Alders
Ben ("Bennie") Alders (Veendam, 17 juni 1944 - aldaar 27 april 2020) was een Nederlands professioneel voetballer die als middenvelder uitkwam voor Veendam.

## Clubcarrière
Alders kwam in 1965 bij Veendam terecht. Hij debuteerde op 9 april 1966 tegen SC Gooiland (1–1). Tijdens zijn eerste seizoen bij Veendam speelde hij zeven duels en zijn tweede seizoen leverde drie optredens op. In 1967 stapte de rechtsbenige middenvelder over naar SC Assen. Later speelde hij samen met zijn broer Jan bij VV Muntendam.

## Statistieken
| Seizoen    | Club       | Competitie     | Competitie | Competitie | Beker | Beker | Internationaal | Internationaal | Totaal | Totaal |
| Seizoen    | Club       | Competitie     | Wed.       | Dlp.       | Wed.  | Dlp.  | Wed.           | Dlp.           | Wed.   | Dlp.   |
| ---------- | ---------- | -------------- | ---------- | ---------- | ----- | ----- | -------------- | -------------- | ------ | ------ |
| 1965/66    | Veendam    | Eerste divisie | 7          | 0          | 0     | 0     | —              | —              | 7      | 0      |
| 1966/67    | Veendam    | Eerste divisie | 3          | 0          | 0     | 0     | —              | —              | 3      | 0      |
| Clubtotaal | Clubtotaal | Clubtotaal     | 10         | 0          | 0     | 0     | —              | —              | 10     | 0      |

## Overlijden
Alders overleed op 27 april 2020 in zijn woonplaats Veendam, op 75-jarige leeftijd.